# Jagdgeschwader 51
51-ша винищувальна ескадра «Мельдерс» (нім. Jagdgeschwader 51 (JG 51) Mölders) — винищувальна ескадра Люфтваффе за часів Другої світової війни. Брала участь у бойових діях з 1939 року майже на усіх театрах воєнних дій, здобувши понад 8000 повітряних перемог. Бойові пілоти JG 51 отримали більше Лицарських хрестів Залізного хреста, ніж будь-яка інша винищувальна ескадра в Люфтваффе. Ескадра мала на озброєнні винищувачі Bf 109, а згодом FW 190. У складі Jagdgeschwader 51 билися Антон Гафнер, Генріх Гоффман, Гейнц Бер, Ріхард Леппла, Карл-Готтфрід Нордманн, Гюнтер Шак і легендарний Вернер Мельдерс.

## Історія
51-ша винищувальна ескадра «Мельдерс» була сформована перед початком Другої світової війни в серпні 1939 р.

## Райони бойових дій
- Німеччина (серпень 1939 — травень 1940);
- Франція (травень — червень 1940);
- Велика Британія (червень 1940 — травень 1941);
- СРСР (центральний напрямок) (червень 1941 — листопад 1944);
- Північна Африка[1] (листопад 1942 — квітень 1943);
- Італія[1] (листопад 1942 — березень 1944);
- Балкани, Греція (Крит), Австрія[1] (березень 1944 — листопад 1944);
- Нормандія[2] (червень — серпень 1944);
- Німеччина (листопад 1944 — квітень 1945).

## Командування

### Командири
- Оберст Теодор Остеркамп (нім. Theo Osterkamp) (25 листопада 1939 — 23 липня 1940);
- Оберстлейтенант Вернер Мельдерс (нім. Werner Mölders) (27 липня 1940 — 19 липня 1941);
- Оберстлейтенант Фрідріх Бек (нім. Friedrich Beckh) (19 липня 1941 — 10 квітня 1942);
- Оберстлейтенант Карл-Готтфрід Нордманн (нім. Karl-Gottfried Nordmann) (10 квітня 1942 — 30 березня 1944);
- Майор Фріц Лозігкайт (нім. Fritz Losigkeit) (1 квітня 1944 — 31 березня 1945);
- Майор Гайнц Ланге (нім. Heinz Lange) (2 квітня — 8 травня 1945).

## Бойовий склад 51-ї винищувальної ескадри «Мельдерс»
- Штаб (Stab/JG51)
- 1-ша група (I./JG51)
- 2-га група (II./JG51)
- 3-тя група (III./JG51)
- 4-та група (IV./JG51)
- 15-та іспанська ескадрилья/JG51 (15./JG51)
- Ескадрилья штурмовиків (Pz.Jg.Sta./JG51)
- Навчальна ескадрилья (Erg.Gr.JG51)